# Olympia, Washington
Olympia je glavni grad američke savezne države Washington. Prema popisu stanovništva iz 2010. u njemu je živjelo 46.478 stanovnika.